# Due piedipiatti acchiappafantasmi
Due piedipiatti acchiappafantasmi (Ghost Fever) è un film commedia del 1984 diretto da Lee Madden. A causa di svariati problemi di produzione è stato distribuito solamente nel 1987 e con la firma alla regia attribuita ad Alan Smithee, pseudonimo utilizzato dai registi di Hollywood per dissociarsi dai loro film. La pellicola è conosciuta anche con il titolo "Ghostbusters Cops - Due piedipiatti acchiappafantasmi".

## Trama
A Greendale County, in Georgia, i due poliziotti Buford e Benny vengono incaricati di compiere alcune indagini in una vecchia costruzione da tutti conosciuta come "casa stregata". Durante lo svolgimento della loro missione i due colleghi scoprono che la dimora è veramente infestata da bizzarri mostri di ogni genere come zombi, vampiri e fantasmi, vissuti tutti nell'epoca della guerra civile. Per i due simpatici poliziotti l'impresa di sfrattare gli stravaganti inquilini non sarà per niente facile.

## Produzione
Nel cast è da segnalare la presenza dell'attore Sherman Hemsley molto popolare ai tempi della realizzazione della pellicola per aver interpretato il ruolo di George Jefferson nella celebre serie televisiva I Jefferson dal 1975 al 1985.

## Distribuzione
Il film è stato distribuito nelle sale statunitensi nel giugno del 1987.

### Edizioni home video
Una videocassetta VHS con il codice identificativo 100 17 272 è stata distribuita in Italia dalla Eagle Pictures.